# Eragrostis capitulifera
Eragrostis capitulifera är en gräsart som beskrevs av Emilio Chiovenda. Eragrostis capitulifera ingår i släktet kärleksgrässläktet, och familjen gräs. Inga underarter finns listade i Catalogue of Life.